# Махдія (округ)
Махдія (араб. معتمدية المهدية) — округ в Тунісі. Входить до складу вілаєту Махдія. Центр округу — м. Махдія. Станом на 2004 рік загальна чисельність населення становила 71719 осіб.